# Импалата (Бари)
Импалата (итал. Impalata) је насеље у Италији у округу Бари, региону Апулија.
Према процени из 2011. у насељу је живело 631 становника. Насеље се налази на надморској висини од 345 м.